# Christoffer Brännström
Christoffer Brännström, född 13 januari 1985 i Luleå, är en svensk före detta professionell ishockeyspelare (back).
Han har spelat 2 Elitseriematcher för Luleå HF, dock utan att ha gjort poäng.